# 宮脇健太
宮脇 健太（みやわき けんた、2001年1月4日 - ）は、北海道千歳市出身の元サッカー選手。

## 来歴
自由ヶ丘サッカースポーツ少年団でサッカーを始め、SSS札幌サッカースクールに移籍、中学校時代はコンサドーレ札幌U-15に所属した。2015年のJFAプレミアカップでは準決勝の長岡ジュニアユースFC戦でダメ押し点を決め、初の決勝進出を果たした。中学卒業後は宮城県の明成高校に進学し、ベガルタ仙台ユースに加入した。2016年、第71回国民体育大会に宮城県少年男子メンバーとして出場。2018年3月、2種登録選手としてトップチームに登録される。4月18日、トップチームがターンオーバーを敷いたルヴァン杯第4節・アルビレックス新潟戦で後半32分にゴールを決め、公式戦初出場初得点を達成した。17歳3か月14日での得点はクラブ史上最年少記録で、ルヴァン杯全体でも歴代3位の年少記録となった。
2019年、拓殖大学に進学。

## 所属クラブ
- SSS札幌サッカースクール（千歳市立桜木小学校）
- 2013年 - 2015年 コンサドーレ札幌U-15（千歳市立北斗中学校）
- 2016年 - 2018年 ベガルタ仙台ユース（明成高等学校）
  - 2018年3月 - 同年12月 ベガルタ仙台（2種登録選手）
- 2019年 - 2022年 拓殖大学

## 個人成績
| 国内大会個人成績 | 国内大会個人成績 | 国内大会個人成績 | 国内大会個人成績 | 国内大会個人成績 | 国内大会個人成績 | 国内大会個人成績 | 国内大会個人成績 | 国内大会個人成績 | 国内大会個人成績 | 国内大会個人成績 | 国内大会個人成績 |
| 年度             | クラブ           | 背番号           | リーグ           | リーグ戦         | リーグ戦         | リーグ杯         | リーグ杯         | オープン杯       | オープン杯       | 期間通算         | 期間通算         |
| 年度             | クラブ           | 背番号           | リーグ           | 出場             | 得点             | 出場             | 得点             | 出場             | 得点             | 出場             | 得点             |
| 日本             | 日本             | 日本             | 日本             | リーグ戦         | リーグ戦         | リーグ杯         | リーグ杯         | 天皇杯           | 天皇杯           | 期間通算         | 期間通算         |
| ---------------- | ---------------- | ---------------- | ---------------- | ---------------- | ---------------- | ---------------- | ---------------- | ---------------- | ---------------- | ---------------- | ---------------- |
| 2018             | 仙台             | 43               | J1               | 0                | 0                | 1                | 1                | -                | -                | 1                | 1                |
| 通算             | 日本             | 日本             | J1               | 0                | 0                | 1                | 1                | -                | -                | 1                | 1                |
| 総通算           | 総通算           | 総通算           | 総通算           | 0                | 0                | 1                | 1                | -                | -                | 1                | 1                |